# 海德堡 (維多利亞州)
海德堡（英語：Heidelberg）是墨爾本的一個市區，位於市中心東北方11（6.8英里），2016年人口為6,225。19世紀末期澳大利亞的一場印象派藝術運動海德堡畫派在此開展。

## 外部連結
- Heidelberg Central （页面存档备份，存于）